# 眠る男
『眠る男』（ねむるおとこ）は、1996年に公開された日本映画。地方自治体としては初となる群馬県が製作に携わった劇映画。ロケ地は中之条町。

## あらすじ
温泉が湧く山間の小さな町。とある老夫婦が住む農家には、転落事故で重傷を負って以来、昏睡状態のまま眠り続ける男・拓次がいる。彼の親友である上村は、何も語らず動かぬ彼に何度も語りかける。

## 出演
- アン・ソンギ：眠る男・拓次
- 役所広司：上村
- クリスティン・ハキム：ティア
- 左時枝：民子
- 野村昭子：フミ
- 田村高廣：傳次平
- 今福将雄：キヨジ
- 八木昌子：オモニ
- 小日向文世：ワタル
- 瀬川哲也：いんごう爺さん
- 渡辺哲：大吾
- 岸部一徳：チーフ
- 蟹江敬三：床屋
- 平田満：平井
- 真田麻垂美：蘭
- 太刀川寛明：リュウ
- 小林トシ江：中年の姑
- 中島ひろ子：若い嫁
- 藤真利子：京子
- 高田敏江：姉
- 浜村純：郵便局の老人
- 風見章子：たけ

## スタッフ
- 監督:小栗康平
- 製作∶小寺弘之
- 脚本:小栗康平、剣持潔
- 音楽:細川俊夫
- 撮影∶丸池納
- 照明∶山川英明
- 録音∶井上創一
- 美術∶横尾嘉良
- 編集∶小川信夫
- 製作∶群馬県『眠る男』製作委員会

## 受賞歴
- 第20回モントリオール世界映画祭 - 審査員特別大賞
- 第47回ベルリン国際映画祭 - 国際アートシアター連盟賞
- 第38回毎日芸術賞
- 第70回キネマ旬報ベスト・テン - 日本映画第3位、日本映画監督賞（小栗康平）
- 第20回日本アカデミー賞優秀監督賞（小栗康平）[2]
- 第20回山路ふみ子映画賞 - 山路ふみ子文化賞（小栗康平）